# フェルディナンド4世 (トスカーナ大公)
フェルディナンド4世（イタリア語: Ferdinando IV, 1835年6月10日 - 1908年1月17日）は、トスカーナ大公国最後の大公（在位：1859年 - 1860年）。アズブルゴ＝ロレーナ家（ハプスブルク＝トスカーナ家）の大公レオポルド2世の長男。母は両シチリア国王フランチェスコ1世の娘マリーア・アントーニア。

## 生涯
トスカーナ大公レオポルド2世と両シチリア王女マリーア・アントーニアの息子として、フィレンツェで生まれた。
トスカーナ大公家は、イタリア統一運動のひとつ第二次イタリア独立戦争の勃発に影響された革命の発生によって、1859年4月27日、フィレンツェから逃げる事を余儀なくされ、一家はオーストリアに避難した。
その後戦争が終わると、レオポルド2世が7月21日に退位し大公位を継承した。
フェルディナンドが自身の大公位を主張するためにフィレンツェに戻ることができないことが明らかになると、選出されたトスカーナ国民議会はわずか1か月後の8月16日に彼を正式に廃位した。
ヴィッラフランカの休戦でトスカーナ大公の権利を認める事をフランスとオーストリアの両方が約束した事から、フェルディナンドはまだ自身の大公位を取り戻す事に希望を持っていた。しかし、どちらの勢力も復位をもたらすために進んでいかなる措置も講じることはなかった。翌1860年に大公国の存続の是非を問う国民投票が施行された結果、存続は否決され、サルデーニャ王国は同年3月22日にトスカーナを併合した。1866年の第三次イタリア独立戦争後、オーストリアが新生イタリア王国を承認したことで、大公位を取り戻すというフェルディナンドの希望は潰えた。
その後、トスカーナ大公家は本家のオーストリア帝室に戻った。フェルディナンドは生涯、儀礼として大公の地位を持ち、すべてのトスカーナ騎士団のグランドマスターとしての地位を保持する事を許可されたが、トスカーナ大公子／トスカーナ大公女の称号を持つ権利は、1866年以前に生まれた大公家の成員のみと制限されたので、子孫は「オーストリア大公／オーストリア大公女」の称号しか持つ事ができなかった。1870年、フェルディナンドは、消滅した大公国に対するすべての権利と将来的な相続権を放棄し、又従兄弟であるオーストリア皇帝フランツ・ヨーゼフ1世を支持して、ハプスブルク＝ロートリンゲン家の中で元首の地位を持つ分家のトスカーナ大公家は事実上終焉した。
フェルディナンドはその後の人生を亡命者として過ごし、1908年にザルツブルクで亡くなった。彼の死後、子孫はオーストリア＝ハンガリー帝国の法令によってトスカーナ大公国の称号を使用することを禁じられた。

## 結婚と子女
大公位継承以前の1856年に、ザクセン王ヨハンの娘アンナと結婚した。アンナは1女を生んだ後、1859年に1女を死産し、フェルディナンドが大公位に就く以前に死去した。
- マリーア・アントニエッタ（1858年 - 1883年）

退位後の1868年に、パルマ公カルロ3世の娘アリーチェと結婚し、5男5女をもうけた（名前はドイツ語名で記す）。
- レオポルト・フェルディナント（1868年 - 1935年） - 貴賤結婚により皇籍を離脱
- ルイーゼ（1870年 - 1947年） - ザクセン王フリードリヒ・アウグスト3世妃[注釈 1]
- ヨーゼフ・フェルディナント（1872年 - 1942年）
- ペーター・フェルディナント（1874年 - 1948年）
- ハインリヒ・フェルディナント（ドイツ語版）（1878年 - 1969年）
- アンナ・マリア（1879年 - 1961年） - ホーエンローエ＝バルテンシュタイン＝ヤークストベルク侯ヨハネス（ドイツ語版）妃[注釈 2]
- マルガレータ（ドイツ語版）（1881年 - 1965年）
- ゲルマーナ（1884年 - 1955年）
- ローベルト（1885年 - 1895年）
- アグネス（1891年 - 1945年）